# Dancing Queens
Dancing Queens är en svensk film från 2021, regisserad av Helena Bergström som även skrivit manus tillsammans med Denize Karabuda. Filmen är en Netflix-original och hade premiär på streamingtjänsten den 3 juni 2021.

## Handling
Filmen handlar om Dylan Petterson, en 23-årig tjej med stora dansdrömmar. Hon blir övertalad att städa på en drag-klubb som kämpar med att kunna gå runt. Klubbens stjärna och koreograf upptäcker Dylans danstalang och hon vill mer än något annat medverka deras show, men problemet är att det är en dragshow och hon är tjej. Men där det finns vilja finns det också en väg.

## Rollista
| - Molly Nutley – Dylan Petterson - Christopher Wollter – Micke Seth - Fredrik Quinones – Victor - Rakel Wärmländer – Vera - Max Ulveson – Sebbe - Claes Malmberg – Tommy La Diva - Mattias Nordkvist – Kenneth Petterson - Robert Fux - Fredrik Zetterström - Boran | - Marie Göranzon – Margareta - Emil Almén – Magnus - Razmus Nyström – Sasha - André Christensson – Joel - Dominika Peczynski – Danuta - Fredrik Robertsson – Jackie - Louie Nelson Indriana – Hassan - Ann Westin – Bettan |

## Mottagande
Filmkritikern Linus Fremin utnämnde filmen till årets sämsta film i SVT 7 juni 2021.Filmen fick ett plus av Karolina Fjellborg i Aftonbladet 3 juni 2021. Caroline Hainer ansåg i SVT att dialogen var tunn och att personporträtten saknade djup och gav filmen betyget två av fem. 